# آلفرد روک
آلفرد بطرس روک (۱۸۸۵ – ۲۲ آوریل ۱۹۴۲) سیاستمدار فلسطینی بود. او یکی از شخصیت‌های رهبری فلسطین در دوران سرپرستی بریتانیا و یکی از مشهورترین مردان فرقهٔ لاتین فلسطین بود. او به عنوان یک مهین‌پرست، مخالف صهیونیسم و استعمار بریتانیایی شهرت یافت. روک یکی از چهره‌های برجستۀ جنبش ملی فلسطین به‌شمار می‌رود و از اعضای کمیته عالی عربی برای فلسطین بود.

## زندگی و پیشه
او در سال ۱۸۸۵ در شهر یافا، سنجق عکا، ولایت بیروت، از خانوادهٔ مسیحی از فرقهٔ لاتین به دنیا آمد. پدرش بطرس نام داشت و مادرش امیلی کاتافاجو بود. تحصیلات ابتدایی و متوسطهٔ خود را نخست در مدرسهٔ فریر در یافا سپس در مدرسهٔ عینطوره در لبنان گذراند. او برای تحصیل در رشتهٔ کشاورزی به فرانسه سفر کرد و در آنجا به مدرسه بوفیهٔ کشاورزی (به فرانسوی:Beauvais) پیوست و مدرک مهندسی کشاورزی گرفت. پس از بازگشت به فلسطین، شروع به بهبود کشت پرتقال یافا کرد و آزمایشات گسترده‌ای را در باغ خود انجام داد تا اینکه به مرجعی در کشت و بازاریابی پرتقال تبدیل شد.
او درگیر دغدغه‌های سرزمینش به ویژه جریان مهاجرت یهودیان به یافا شد که توسط جنبش صهیونیسیم تقویت می‌گشت.در ۲۳ سپتامبر ۱۹۰۲ در حین پیاده‌روی با دوستانش در نزدیکی مستعمرهٔ ریشون لتسیون، با چند شهرک‌نشین نزاع درگرفت که منجر به مرگ یکی از آنها شد. پس از این حادثه، یافا را ترک کرد و به یونان پناه برد. در سال ۱۹۱۰ به فلسطین بازگشت و مسئولیت تبیین مسئلهٔ فلسطین از طریق سخنرانی‌ها، سمینارها و کنفرانس را بر عهده گرفت. او به عنوان یک ناسیونالیست فلسطینی شهرت یافت. معاصران او بر عشق فراوان او به کشورش و ارادت فراوانش به آن گواهی می‌دادند. در سال ۱۹۱۱ یک باشگاه ورزشی در شهر یافا تأسیس کرد و به عنوان رئیس مادام العمر آن انتخاب شد. در طول جنگ جهانی اول، او به عنوان یکی از اعضای شهرداری یافا انتخاب شد، سمتی که او نیز بین سال‌های ۱۹۲۷ و ۱۹۳۴ داشت.
هنگامی که شریف حسین در سال ۱۹۱۶ در حجاز شورش عرب‌ها را اعلام کرد، آلفرد روک و برخی از همراهانش نسبت به آن ابراز همدردی کردند. آنها در جلب حمایت از آن و تبیین هدف و اهداف آن فعال بودند. تا اینکه مقامات عثمانی او را به این دلیل به آناتولی تبعید کردند. پس از پایان جنگ جهانی اول به شهر خود بازگشت و متوجه شد که اموالش را مصادره کرده‌اند و او پس از ثروتمند شدن وضعیت مالی‌اش خراب شده بود. در زمینه صادرات پرتقال یافا به ویژه به بریتانیا شروع به فعالیت کرد و در چارچوب جنبش ملی فلسطین کوشش داشت.
در سال ۱۹۲۷، آلفرد روک به همراه عبدالرئوف البیطار، عبدالقادر ابورباح و دیگران در تأسیس «حزب آزاد فلسطین» در شهر یافا شرکت کرد. آنان برای اطمینان از «استقلال کامل برای دستیابی به آرمان‌های ملی و حاکمیت ملی، دفاع از آزادی شخصی از هر نوع، حرکت کشور به سوی وحدت ملی اجتماعی» تلاش می‌کردند. با این حال، این حزب یک حزب محلی محدود به شهر یافا باقی ماند و مدت زیادی دوام نیاورد.
او به عنوان عضو هیئت‌های عربی فلسطینی در بسیاری از کنفرانس‌هایی که برای مسئلهٔ فلسطین برگزار می‌شد، انتخاب شد، از جمله: کنفرانس لندن در سال ۱۹۳۰، کنفرانس پارلمانی در قاهره از ۷ تا ۱۱ اکتبر ۱۹۳۸ و کنفرانس سنت جیمز در لندن در ۷ فوریه ۱۹۳۹.
در آوریل ۱۹۳۶ به عضویت کمیتهٔ نظارت بر اجرای اعتصاب بزرگ در شهر یافا انتخاب شد. وی همچنین به عنوان عضو کمیتهٔ عالی عربی برای فلسطین که ریاست آن را محمد امین الحسینی بر عهده داشت، انتخاب شد. وی در ۲۰ اوت ۱۹۳۶ یکی از امضاکنندگان بیانیهٔ رهبران مسیحی در فلسطین بود که در آن از جهان مسیحیت برای آنچه «نجات اماکن مقدس از تهدید صهیونیست‌ها» نامیدند، درخواست تجدید نظر کردند و توجه مسیحیان جهان را به سیاست بریتانیا در فلسطین را جلب کردند. هنگامی که مقامات قیمومت بریتانیا در ۱ اکتبر ۱۹۳۷ کمیتهٔ عالی عربی را منحل کردند و برخی از اعضای آن را به جزایر سیشل تبعید کردند، آلفرد روک به عنوان عضوی از یک هیئت فلسطینی در ژنو بود که خواستار توجه به مسئلهٔ فلسطین بودند، بنابراین او از تبعید دور ماند و از ورود به فلسطین منع گشت. پس از بازگشت تبعدیان سیشل، به او نیز اجازهٔ بازگشت داده شد.
او به حزب عربی فلسطین به ریاست جمال الحسینی پیوست و در سال ۱۹۳۵ به عنوان معاون رئیس آن انتخاب شد. سپس در سال ۱۹۴۴ به عضویت شورای شهرداری یافا انتخاب شد که آخرین سمتی بود که در فلسطین داشت. او بخشی از هیئت شهرداری بود که در اوایل سال ۱۹۴۸ با مقامات اردن ملاقات کرد و درخواست کمک و تدارکات برای دور نگهداشتن یافا از سلطهٔ اسرائیل کرد.

## زندگی شخصی
همسرش اولیندا بالدسنپرجر (Olynda Baldensperger) و دو دخترش فورتونیه و پاولیت، برادرانش الفونس و ميشل به علاوهٔ یک برادر ناتنی به نام اسکندر از همسر اول پدرش، بطرس، بودند. خواهرش نیز ماری نام داشت.

## درگذشت
در دانشنامهٔ فلسطین چاپ ۱۹۴۸ آمده است که آلفرد بطرس روک در سال ۱۹۵۶ درگذشت. اما در منابع دیگر ذکر شده است که او در ۲۲ آوریل ۱۹۴۲ در محلهٔ العجمی در شهر یافا در راه رفتن به دفتر خود بر اثر سکتهٔ قلبی شدید به بیمارستان فرانسوی شهر منتقل شد و در آنجا مرگش اعلام شد. تشییع پیکرش را ظهر روز ۲۳ آوریل ۱۹۴۲ در محلهٔ العجمی برگزار کردند و در قبرستان لاتین یافا به خاک سپردند.